# کاجیوارا کاگه‌سوئه
کاجیوارا کاگه‌سوئه، (به ژاپنی: 梶原景季 Kajiwara Kagesue); ۱ ژانویهٔ ۱۱۶۲ – ۶ فوریهٔ ۱۲۰۰) پسر کاجیوارا کاگه‌توکی، سامورایی در خدمت خاندان میناموتو در جنگ گنپی در دوره هی‌آن اهل ژاپن بود.